# اسکای ویتنس
 اسکای ویتنس (به انگلیسی: Sky Living) یک شبکه تلویزیونی متعلق به گروه اسکای بریتانیا است. 
این شبکه در سال ۱۹۹۳ میلادی تأسیس شده‌است و مجموعه‌های تلویزیونی مانند درمانگاه خصوصی، آناتومی گری، ذهن‌های مجرم و نجواگر اشباح را پخش کرده‌است.